# Пляска смерти (Сен-Санс)
«Пляска смерти» (фр. Danse macabre) Op. 40 — симфоническая поэма французского композитора Камиля Сен-Санса, созданная в 1874 году по стихотворению «Равенство, братство» (фр. Égalité-Fraternité) поэта Анри Казалиса, в котором описывается ночная пляска скелетов на кладбище под стук каблуков Смерти, играющей на скрипке. Посвящена пианистке Каролине Монтиньи-Ремори.
Впервые симфоническая поэма была исполнена 24 января 1875 года в концерте дирижёра Эдуара Колонна в зале Шатле. «Пляска смерти» — одно из наиболее известных и репертуарных сочинений Сен-Санса.

## История создания

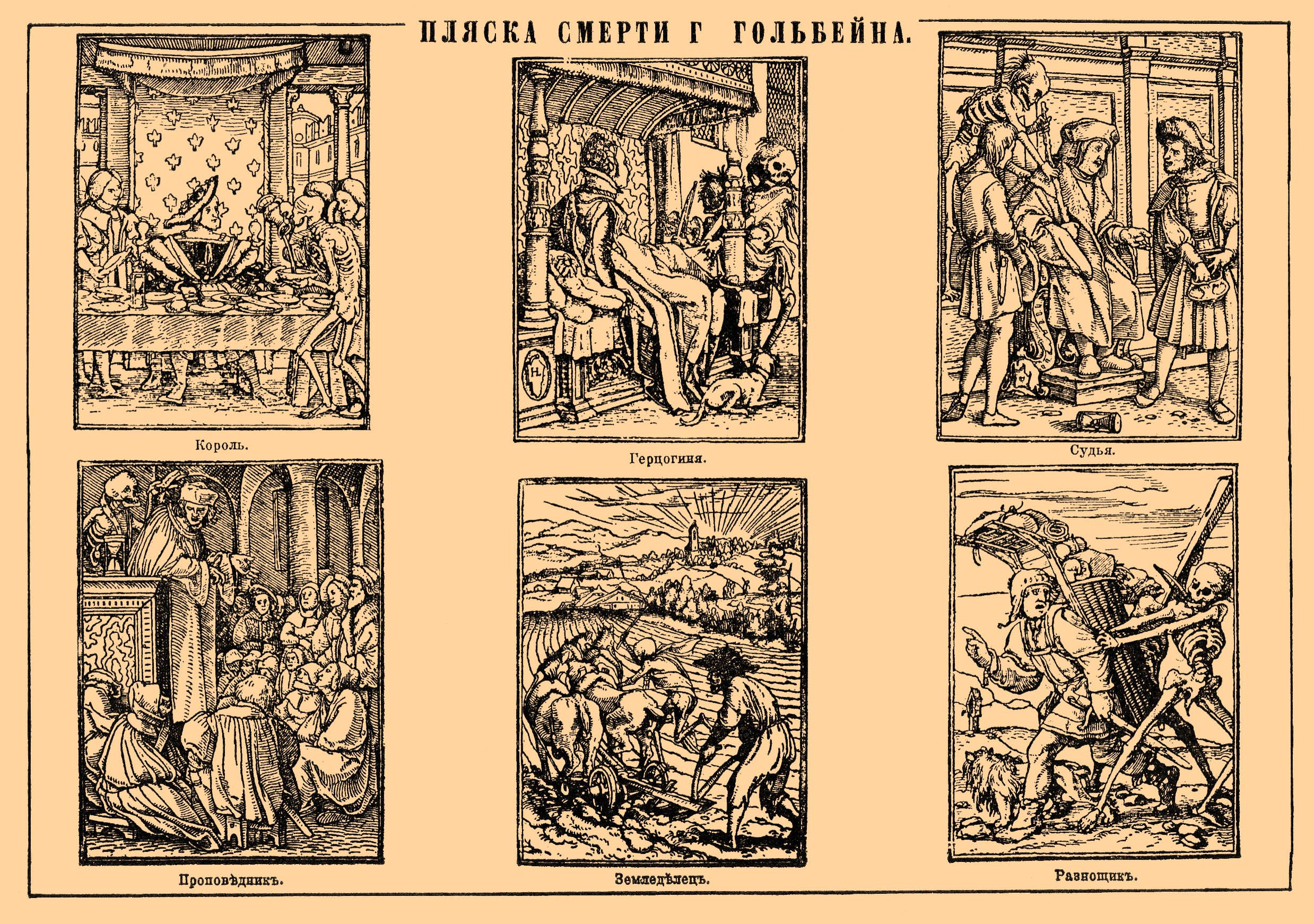
Гольбейн-младший серия рисунков «Образы смерти», более известная под названием «Пляска смерти» (1524—1526)

Пляска смерти представляет собой характерный аллегорический сюжет европейской средневековой культуры, символизирующий бренность человеческого бытия и распространённый в формах и традициях, соответствующих культурным и художественным особенностям того или иного европейского региона, имея истоки не только в ортодоксально-церковной, но и в ритуально-фольклорной культуре. Согласно средневековым представлениям и легендам персонифицированная Смерть ведёт к могиле пляшущих представителей всех слоёв общества. Считается, что драма и танцы были в ту пору неразрывно связаны между собою, чем и объясняется происхождение названия, которое традиционно и не совсем точно переводится на русский язык как «Пляска смерти».

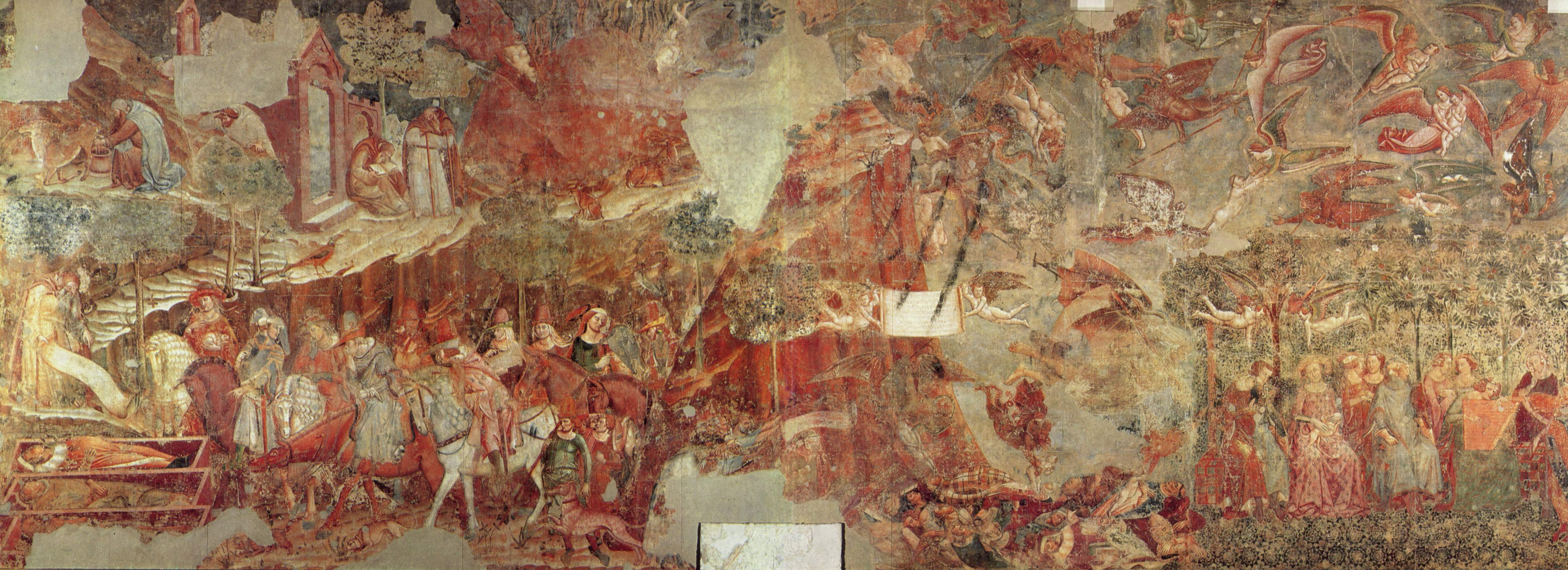
Фреска «Триумф смерти» на кладбище Кампо-Санто, Пиза

Возникновение и популяризация жанра симфонической поэмы связано с Ференцем Листом, написавшим ряд выдающихся образцов в этом жанре. В 1849 году венгерский композитор создал «Пляску смерти» (Totentanz, S. 126), работа над которой продолжалась и позже. Источником программы стали его впечатления от фрески «Триумф смерти» на кладбище Кампо-Санто в итальянской Пизе и серия рисунков Ганса Гольбейна-младшего «Образы смерти», выполненных в 1524-1526 гг. и являющихся парафразом Dies irae (лат. «День гнева») секвенции в католической мессе.

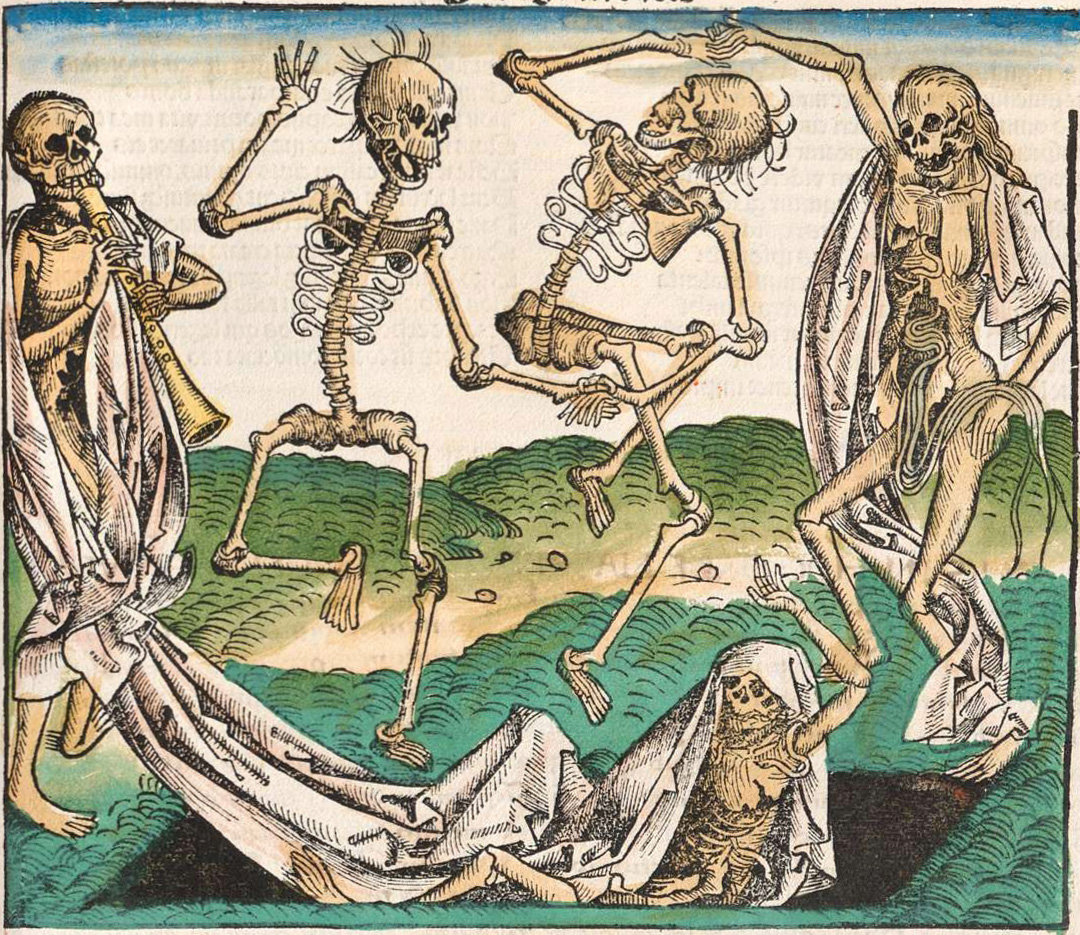
Пляска смерти Михаэль Вольгемут, 1493

Сен-Санс написал свою симфоническую поэму «Пляска смерти», вдохновившись стихотворением своего современника, поэта-символиста Анри Казалиса. В этом стихотворении поэт описывает ночные кладбищенские танцы скелетов под аккомпанемент скрипача — Смерти. Примечательно, что произведение Казалиса иронично названо «Равенство, братство», а к традиционному сюжету плясок и ужаса добавлены эротические мотивы (сцена с влюблённой парочкой). Первоначально композитор ещё в 1873 году написал романс на это стихотворение, а в 1874 году расширил свой замысел и написал уже симфоническую поэму на этот сюжет. Строки стихотворения Казалиса предпосланы партитуре в качестве программы.
Сен‑Санс стал одним из первых французских композиторов, обратившихся к симфонической поэме («Прялка Омфалы», 1871), а «Пляска смерти» стала его третьей работой из четырёх в этом жанре. Он признавал несомненное влияние на него творчества Листа, «создателя симфонической поэмы». По словам самого композитора, произведения Листа указали ему путь, идя по которому, ему «суждено было обрести впоследствии „Пляску смерти“, „Прялку Омфалы“ и другие сочинения в том же роде». Ромен Роллан впоследствии назвал их «одним из лучших родов его творчества».

## Характеристика
Музыкальными средствами в симфонической поэме композитор отразил сюжет стихотворения посредством своеобразного «диалога» солирующей скрипки, на которой в ритме вальса играет Смерть, и ксилофона, символизирующего звук костей танцующих скелетов, под аккомпанемент виолончелей и контрабасов, которые звучат всё громче и громче. Под необычный вальс (скрипка сопровождает его мелодию изобретательными фигурациями) встают из гробов покойники и танцуют. Внезапно петух предвещает зарю (мотив у гобоя). Необычное колористическое звучание создаётся благодаря искусной гармонизации, и большая роль в данной поэме отводится редко использовавшемуся до того времени ксилофону: его звучание позволяет представить, как гремят кости мертвецов. Солирующая скрипка для исполнения своей партии настраивается особым образом: две верхние струны образуют интервал не чистой квинты, а тритона, который назывался «diabolus in musica» (дьяволом в музыке), что придаёт звучанию особую «инфернальную» напряжённость. Музыковед Ю. А. Кремлёв, отмечая, что как партитура симфоническая поэма «представляет одно из высших достижений Сен-Санса», приводит другие программные звуковые детали, призванные отразить наглядность музыкальными средствами — звон арфы, бьющей полночь на фоне выдержанной ноты валторны вначале, свист и вой хроматических гамм, лёгкая трель скрипки соло и флейты в коде, подобная жужжанию зимнего ветра: «Всё это в совокупности служит созданию остро графического и, вместе с тем, мастерски, виртуозно „раскрашенного“ образа». Сами звукоподражательные оркестровые эффекты, видимо, восходят к стихотворению Казалиса, где неоднократно повторяются звуки скрипки — «Zig et zig et zig» и «Zig et zig et zag».
Музыкальные критики и композиторы встретили пьесу достаточно прохладно. Многие сравнивали «Пляску смерти» Листа и Сен-Санса, отмечая, что сочинению французского композитора не хватает глубины, монументальности, философской серьёзности «Totentanz». Особенно критичным в этом отношении оказался отзыв М. П. Мусоргского, который, резко противопоставляя эти два сочинения, писал, что Сен-Санс «утилизирует камерную миниатюру и доходит в этом деле до такой стойкости, что являет в богатых оркестровых силах крошечные мыслишки, навеянные крошечным стихоплётом, и называет эту крошку „Danse macabre“».
Ференц Лист, который был лично знаком с Сен-Сансом и ценил его как композитора и музыканта (особенно как органиста), сделал своё переложение симфонической поэмы для фортепиано (S. 555, 1876), про что писал 2 октября 1876 года французскому композитору:
Посылая Вам сегодня транскрипцию Вашей „Пляски смерти“, прошу Вас извинить мою неловкость в переложении на фортепиано чудесной красочности Вашей партитуры. Никто не достигал невозможного. Никому ещё не дано воспроизводить оркестр на рояле. Но, несмотря на это, нужно всегда стремиться к Идеалу через все формы, более или менее неподатливые и недостаточные.
 Сходной точки зрения придерживался и критик В. В. Стасов, который отмечая достоинства инструментовки, писал что по своему характеру эта пьеса «салонная»: «…можно сказать, — вертопрашная, легкомысленная, решительно лишённая серьёзного, глубокого и великого характера, того, которого требует задача и который гениально воплощён в „Danse macabre“ Листа».
П. И. Чайковский также сравнивает сочинения Листа и Сен-Санса: по его мнению, у последнего «проглядывает богатая ресурсами творческая фантазия, умеющая не только изобресть оригинальную музыкальную идею, но также и облечь её в самую соблазнительно-красивую форму». Чайковский к достоинствам сочинения Сен-Санса относил красивую основную тему, превосходную инструментовку, оркестровые эффекты и, резюмируя свой отзыв о «Пляске смерти» последнего, писал, что пьеса: «принадлежит к числу самых замечательных симфонических произведений новейшей школы. Если сравнить его с сочинением Листа на тот же сюжет, то перевес глубины, мощи и потрясающего пафоса останется на стороне последнего, — но оно не уступает ему в отношении красоты и блеска». По свидетельству современника, такой общепризнанный мастер инструментовки, как Н. А. Римский-Корсаков, вопреки мнению Мусоргского об этом сочинении французского композитора, говорил, что «искренне восхищается им и вообще чрезвычайно высоко ценит музыку Сен-Санса».
Клод Дебюсси, последовательно выступавший против музыкальной эстетики Сен-Санса, в лице своего альтер эго «г-на Кроша» под именем которого он публиковал свои критические статьи, писал в 1903 году: «Игра ритма и тембров сохраняет в этой музыке свою любопытную живость, и г-н Сен-Санс не будет на меня в обиде, если я осмелюсь оказать, что он подавал здесь надежду стать очень большим музыкантом».

## Оркестр
2 флейты, флейта-пикколо, 2 гобоя, 2 кларнета, 2 фагота, 4 валторны, 2 трубы, 3 тромбона, туба, ксилофон, литавры, тарелки, треугольник, большой барабан, арфа, скрипка соло, струнные (скрипки, альты, виолончели, контрабасы).
Одно из наиболее запоминающихся звукоподражательных и колористических решений в партитуре поэмы принадлежит ксилофону, который настолько редко до премьеры симфонической поэмы применялся в академической музыке, что в примечании к партитуре издатель композитора Огюст Дюран вынужден был даже привести объяснение, что собой представляет этот музыкальный инструмент и где его можно купить: «ксилофон — инструмент из дерева и соломы, подобный стеклянной гармонике», а найти его можно у издателей.
Сам композитор выполнил также переложения для двух фортепиано и для скрипки и фортепиано (второе — с посвящением Йозефу Хельмесбергеру). Сен-Санс пародийно использовал одну из тем симфонической поэмы, звучащую в партии ксилофона в номере «Ископаемые» (фр. Fossiles) его сюиты для инструментального ансамбля «Карнавал животных».

## В популярной культуре
- В 1929 году композиция была использована в чёрно-белом мультфильме студии Уолта Диснея «Пляска скелетов».
- В 1962 году в композиции «House of Horrors» Мерва Гриффина была сделана обработка в ритме твиста мелодий из «Пляски смерти» и траурного марша из финала фортепианной сонаты № 2 Ф. Шопена, исполненная оркестром «Charles Grean Orchestra». Эта композиция (без указания в титрах) была использована в советском мультфильме «С кем поведёшься» (1967) в сцене кошмара героя, позже была использована в советском мультфильме «Малыш и Карлсон» (1968) в сцене изгнания жуликов «привидением».
- В 1969 году обработка симфонической поэмы осуществлена нидерландской прогрессив-рок-группой Ekseption. Эта композиция используется в конце телепередачи «Что? Где? Когда?»[18].
- В 1997 году композиция была использована в российском мультсериале «Незнайка на Луне» в песне «Чудесный остров»[19].